# Paul Vidal de la Blache
Paul Vidal de la Blache (Pézenas, 22 gennaio 1845 – Tamaris-sur-Mer, 5 aprile 1918) è stato un geografo francese che su iniziativa della rivista Annali di geografia, da lui stesso fondata nel 1891, con la collaborazione del suo discepolo Lucien Gallois, ha rinnovato la geografia francese alla fine del XIX secolo .

## Biografia
Figlio di un professore, che in seguito divenne ispettore scolastico, frequentò con successo il liceo e si iscrisse nel 1863, all'età di 18 anni, alla Scuola Normale Superiore. Nominato professore alla "Scuola francese d'Atene" approfittò dell'incarico per viaggiare
in Italia, in Palestina ed Egitto dove assisté entusiasta all'inaugurazione nel 1869 del Canale di Suez. Tornato in Francia nel 1870 si sposò con Laure Mondot da cui ebbe cinque figli dei quali solo due gli sopravvissero.
Nel 1872 presentò alla Sorbona una tesi di storia antica, in seguito pubblicata con il titolo Erode Attico. Studio critico sulla sua vita. L'opera preludeva a un riorientamento del suo percorso di studi verso una disciplina ancora secondaria in Francia: la geografia che ebbe sotto il suo magistero un considerevole sviluppo.
Dopo la disfatta nella guerra contro la Prussia, iniziò in  Francia un movimento per sviluppare questa disciplina nelle università francesi e nel sistema scolastico. La geografia che stava muovendo con Vidal in Francia i primi passi come scienza trovava come suoi modelli i geografi tedeschi Alexander von Humboldt, Ritter, Ratzel, Von Richthofen, storici (Michelet, Longnon) e geologi (Elie de Beaumont, Dufrenoy, Albert de Lapparent) per costruire una disciplina che dimostrasse il rapporto tra gli uomini e il loro ambiente.
Luogo simbolico della rinascita culturale nazionale fu l'università di Nancy - nata dallo spostamento delle facoltà universitarie di Strasburgo, ormai annessa al Reich - che accolse con favore come insegnante il giovane ricercatore Vidal che ne diviene professore nel 1875 dopo aver separato l'insegnamento della geografia da quello tradizionale con la storia.
Docente e Vice direttore della Scuola Normale superiore d'Ulma (1877-1898), professore alla Sorbona (1898-1909) scrive numerose opere ed articoli e diviene editore delle carte geografiche murali che addobbano ancora oggi le scuole elementari francesi.
Vidal fondò con Lucien Gallois gli Annali di geografia nel 1891 e nel 1894 pubblicò il monumentale Atlante di storia e geografia, una delle prime opere costituita essenzialmente da carte accompagnate da brevi sintetici commenti. Pubblicò poi la celebre Tavola della geografia della Francia nel 1903 un'opera che messa come introduzione alla Storia della Francia di Lavisse, ebbe grande risonanza nell'opinione pubblica.
Nel 1910 Vidal organizzò un piano per la pubblicazione della Geografia universale che sarà portata a termine dopo la sua morte, con un lavoro durato più di vent'anni, dai suoi discepoli da lui stesso nominati come redattori tra cui Emmanuel de Martonne che sposerà la figlia di Vidal e che diverrà il suo più entusiasta propagandista.
Dopo diversi anni di lavoro accademico, pubblicò nel 1917 La Francia orientale (Alsazia Lorena), opera influenzata dal conflitto mondiale del 1914. Vidal sosteneva in quest'opera la necessità di una riorganizzazione regionale con al centro le grandi città valorizzando così la funzione animatrice di Nancy e Strasburgo. A fianco di questa visione moderna di flusso e polarizzazione Vidal riportò in primo piano valori politici come quegli ideali repubblicani operanti in Alsazia e Lorena al tempo della Rivoluzione francese dell'89.
Vidal morì a 73 anni nell'aprile del 1918 dopo aver pagato il suo tributo al massacro mondiale di una guerra, di cui non vedrà la fine, con la morte del figlio Joseph, anch'egli geografo, ucciso nel gennaio 1915 sul fronte dell'Argonne.

## Pensiero
Per comprendere il pensiero di Vidal occorre rifarsi alla sua opposizione al positivismo di Auguste Comte e ai principi geografici sostenuti da  Friedrich Ratzel, in un primo tempo preso a modello dai geografi francesi. Per la scuola francese di Vidal le scienze della natura vanno distinte da quelle umane che si riferiscono all'ambito della libertà dell'uomo ma nella geografia bisogna considerare non solo lo spazio ma anche la dimensione del tempo inteso come un valore culturale.
Vidal quindi, dopo essersi accostato alla geografia intesa secondo il determinismo di scuola tedesca, formula un pensiero innovativo, che sarà successivamente denominato possibilismo geografico , secondo il quale l'uomo non è rigidamente vincolato dall'ambiente fisico, ma egli stesso è a sua volta un fattore geografico in grado di modellare e modificare il territorio.
Il pensiero di Vidal risente del contesto storico della società francese alla fine del XIX secolo: la Francia ha perso la guerra con la Prussia che ha annesso i territori dell'Alsazia e della Lorena, vitali per lo sviluppo industriale. Non a caso proprio in questo periodo si creano cattedre e istituti universitari di geografia allo scopo di proporre una geografia, opposta a quella tedesca, che criticasse l'imperialismo tedesco e che allo stesso tempo difendesse gli interessi territoriali francesi e giustificasse la sua aspirazione espansionistica.
Per questo Vidal avanza una scienza geografica che sia adeguata agli interessi della borghesia francese al potere nella Terza repubblica. Così mentre Ratzel sostiene la potenza e l'autoritarismo statale e lo legittima, Vidal propugna idee più liberali e, segnalando la necessità della «neutralità del discorso scientifico», critica l'idea di Ratzel dello "spazio vitale" però alla stesso tempo fonda in Francia il settore specialistico della geografia coloniale   supporto teorico del colonialismo francese.

## Opere in lingua francese
- Hérode Atticus. Étude critique sur sa vie, Paris, Ernest Thorin, 1872.
- La terre, géographie physique et économique, Paris, Delagrave, 1883.
- États et Nations de l'Europe autour de la France, Paris, Delagrave, 1889.
- Atlas général Vidal-Lablache, Histoire et Géographie, Paris, Armand Colin, 1894.
- La Rivière Vincent Pinzòn: étude sur la cartographie de la Guyane, Paris, Félix Alcan, 1902.
- Tableau de la géographie de la France, Paris, Hachette, 1903, (ristampe: Paris, Tallandier, 1979, con una prefazione di e Paul Claval, et Paris, La Table Ronde, 1994, con una prefazione di Pierre George).
- La France de l'Est, Paris, Armand Colin, (ristampe: Paris, La Découverte, 1994, avec une présentation d'Yves Lacoste).
- Lucien Gallois, Le Bassin de la Sarre, Paris, Armand Colin, 1918.
- Emmanuel de Martonne, Principes de la géographie humaine, Paris, 1922 (postumo, ristampe, Paris, Utz, 1995 e Archives Karéline, 2008).